# Dumitru Dorin Prunariu
Dumitru-Dorin Prunariu (Brașov, 27 settembre 1952) è un cosmonauta rumeno.
Ha partecipato al programma Intercosmos volando con Sojuz 40.